# Årets bild
Årets bild är en årlig tävling för fotografer i Sverige och har funnits sedan 1940-talet. Årets Bild är Sveriges första och största fototävling, första Årets Bild-tävlingen hölls 1942 och vinnarbilden togs av Herman Ronninger. Sedan dess har priset delats ut årligen med undantag för ett år.
Priser delas ut i olika kategorier där det främsta är Årets Bild. Vid prisutdelningen utses också Årets fotograf som även det anses prestigefyllt.
Aktiebolaget Årets Bild Sverige ägs till 100 procent av Pressfotografernas Klubb som är en ideell förening.  
I samband med tävlingen produceras en bok som presenterar de vinnande bidragen och ett urval av samtliga inskickade bidrag samt två utställningar som är tillgängliga för allmänheten. År 2012 startade bolaget även ett digitalt magasin anpassat för läsplattor.

## Vinnare

### 1942–1999[2]
- 1942 – Hermann Ronninger
- 1945 – Lennart Håwi
- 1946 – Bertil Lindskog
- 1947 – Gunnar Lantz
- 1948 – Åke Dahl
- 1949 – Erik Collin
- 1950 – Bo Dahlin
- 1951 – Åke Larsson
- 1952 – Hans Malmberg
- 1953 – Olle Seijbold
- 1954 – Lennart Halvarsson
- 1955 – Ivar Ericsson jr
- 1956 – Len Waernberg
- 1957 – Alf Lidman
- 1958 – Åke W. Borglund
- 1959 – Sven Åsberg
- 1960 – Einar Andersson
- 1961 – Anders Engman
- 1962 – Rolf Bergström
- 1963 – Bo Holst
- 1964 – Roland Jansson
- 1965 – Hasse Carlbaum
- 1966 – Ronny Karlsson
- 1967 – Sixten Svensson
- 1968 – Inge Hallberg
- 1969 – Olle Seijbold
- 1970 – Sven-Erik Sjöberg
- 1971 – Håkan Ekebacke
- 1972 – Sven-Erik Sjöberg
- 1973 – Arne Jönsson
- 1974 – Jan Delden
- 1975 – Bo Johansson
- 1976 – Jan Düsing
- 1977 – Kai Rehn
- 1978 – Arne Jönsson
- 1979 – Björn Larsson
- 1980 – Lennart Öhd
- 1981 – Jan Collsiöö
- 1982 – Jan Collsiöö
- 1983 – Roger Turesson
- 1984 – Krister Malmström
- 1985 – Hans Runesson
- 1986 – Sven-Erik Sjöberg
- 1987 – Roger Turesson
- 1988 – Sven-Erik Sjöberg
- 1989 – Sven-Erik Sjöberg
- 1990 – Peter Knopp
- 1991 – Roger Turesson
- 1992 – Sven-Erik Sjöberg
- 1993 – Torbjörn Andersson
- 1994 – Jens Assur
- 1995 – Urban Andersson
- 1996 – Suvad Mrkonjic
- 1997 – Torbjörn Andersson
- 1998 – Torbjörn Andersson
- 1999 – Johan Berglund

### 2000–2007
Från och med 2003 delas priset ut för bilder tagna under förra året.
| Prisutdelningar 2000–2007           | Prisutdelningar 2000–2007 | Prisutdelningar 2000–2007 | Prisutdelningar 2000–2007 | Prisutdelningar 2000–2007 | Prisutdelningar 2000–2007 | Prisutdelningar 2000–2007   | Prisutdelningar 2000–2007 |
| ----------------------------------- | ------------------------- | ------------------------- | ------------------------- | ------------------------- | ------------------------- | --------------------------- | ------------------------- |
| Pris                                | 2000                      | 2001                      | 2003                      | 2004                      | 2005                      | 2006                        | 2007                      |
| Årets bild                          | Paul Hansen               | Magnus Sundberg           | Joachim Lundgren          | Stefan Söderström         | Stefan Berg               | Jocke Berglund              | Casper Hedberg            |
| Årets pressfotograf                 | Paul Hansen               | Torbjörn Andersson        | Paul Hansen               | Paul Hansen               | Pieter ten Hoopen         | Pieter ten Hoopen           | Paul Hansen               |
| Årets TV-fotograf                   |                           | Göran Blom                | Roger Persson             | Lovisa Kiwan-Thuresson    |                           |                             |                           |
| Årets nyhetsbild Sverige            |                           | Lars-Erik Lindén          | Jonas Bilberg             | Stefan Söderström         | Jörgen Johansson          | Karl-Göran Zahedi Fougstedt | Casper Hedberg            |
| Årets nyhetsbild utland             |                           | Martin Adler              | Joachim Lundgren          | Roger Turesson            | Stefan Berg               | Thomas Nilsson              | Åke Ericson               |
| Årets bildreportage                 | Paul Hansen               |                           |                           |                           |                           |                             |                           |
| Årets bildreportage Sverige         |                           | Adam Ihse                 | Paul Hansen               | Jörgen Hildebrandt        | Bonny Håkansson           | Henrik Brunnsgård           | Oskar Kullander           |
| Årets bildreportage utland          |                           | Bonny Håkansson           | Chris Maluszynski         | Paul Hansen               | Pieter ten Hoopen         | Thomas Nilsson              | Linus Meyer               |
| Årets nyhetsbild                    | Kai Rehn                  |                           |                           |                           |                           |                             |                           |
| Årets nyhetsfotograf                | Lasse Söderberg           |                           |                           |                           |                           |                             |                           |
| Årets sportbild                     | Lars Dareberg             |                           |                           |                           |                           |                             |                           |
| Årets sportbild feature             |                           | Jessica Gow               | Jonas Lindkvist           | Åke Eriksson              | Magnus Wennman            | Åsa Sjöström                | Magnus Wennman            |
| Årets sportbild action              |                           | Chris Maluszynski         | Jonas Lindkvist           | Björn Lindgren            | Niklas Elmrin             | Maja Suslin                 | Lars Dareberg             |
| Årets sportreportage                | Jonas Lindkvist           | Jack Mikrut               | Jonas Lindkvist           | Jonas Lindkvist           | Daniel Nilsson            | Niklas Maupoix              | Bonny Håkansson           |
| Årets feature                       | Paul Hansen               |                           |                           |                           |                           |                             |                           |
| Årets porträtt                      | Beatrice Lundborg         | Eva Tedesjö               | Robban Andersson          | Emelie Asplund            | Pieter ten Hoopen         | Jessica Gow                 | Jack Mikrut               |
| Årets svenskt vardagsliv            | Per Wahlberg              | Adam Ihse                 | Pieter ten Hoopen         | Paul Hansen               | Anders Gustafsson         | Martin von Krogh            | Martin von Krogh          |
| Årets utländskt vardagsliv          |                           |                           |                           |                           |                           |                             | Susanna Sjöswärd          |
| Årets humor                         | Paul Hansen               | Björn Larsson Ask         | Daniel Nilsson            | Pekka Pääkkö              | Rolf Andersson            | Peter Jigerström            | Lasse Modin               |
| Årets konstnärlig klass/öppen klass |                           | Torbjörn Andersson        | Niklas Maupoix            | Magnus Laupa              | Åke Ericson               | Jocke Berglund              | Henrik Brunnsgård         |
| Årets TV/nyheter                    |                           |                           |                           |                           | Don Titelman              |                             | Ulf Jakobsson             |
| Årets TV sport                      |                           |                           |                           |                           |                           | Stefan Bååth                |                           |
| Årets TV reportage                  |                           |                           |                           |                           | Henrik Hjort              | Don Titelman                |                           |
| Årets hederspris                    |                           |                           |                           |                           | Lennart Nilsson           |                             |                           |

### 2008–2014
| Prisutdelningar 2005–2014 | Prisutdelningar 2005–2014 | Prisutdelningar 2005–2014 | Prisutdelningar 2005–2014 | Prisutdelningar 2005–2014 | Prisutdelningar 2005–2014 | Prisutdelningar 2005–2014  | Prisutdelningar 2005–2014 |
| ------------------------- | ------------------------- | ------------------------- | ------------------------- | ------------------------- | ------------------------- | -------------------------- | ------------------------- |
| Pris                      | 2008                      | 2009                      | 2010                      | 2011                      | 2012                      | 2013                       | 2014                      |
| Årets bild                | Karl Melander             | Magnus Wennman            | Henrik Montgomery         | Peter Wixtröm             | Hampus Lundgren           | Paul Hansen                | Niclas Hammarström        |
| Årets pressfotograf       | Åke Ericson               | Magnus Wennman            | Pieter ten Hoopen         | Magnus Wennman            | Paul Hansen               | Magnus Wennman             | Magnus Wennman            |
| Nyhetsbild Sverige        | Jimmy Wixtröm             | Stig Norling              | Anders Hansson            | Peter Wixtröm             | Roger Turesson            | Niclas Hammarström         | Tomas LePrince            |
| Nyhetsbild utland         | -                         | Paul Hansen               | Henrik Montgomery         | Paul Hansen               | Hampus Lundgren           | Paul Hansen                | Axel Öberg                |
| Svenskt bildreportage     | Paul Hansen               | Andreas Bardell           | Paul Hansen               | Matso Pamucina            | Rebecka Uhlin             |                            | Anna Tärnhuvud            |
| Svenskt nyhetsreportage   |                           |                           | -                         | Paul Hansen               | -                         | Jimmy Croona               | Christoffer Hjalmarsson   |
| Utländskt bildreportage   | Åke Ericson               | Johan Bävman              | Pieter ten Hoopen         | Åke Ericson               | Paul Hansen               | Paul Hansen                | Niclas Hammarström        |
| Årets porträtt            | Magnus Wennman            | Magnus Wennman            | Magnus Wennman            | Magnus Wennman            | David Magnusson           | Magnus Wennman             | Niclas Hammarström        |
| Årets porträttserie       |                           |                           | Moa Karlberg              | -                         | -                         |                            | Magnus Wennman            |
| Svenskt vardagsliv        | -                         | Kent Hallgren             | -                         | Anette Nantell            | Åsa Sjöström              | Johan Axelsson             | Stefan Ed                 |
| Utländskt vardagsliv      | -                         |                           | -                         | Magnus Wennman            | Roger Turesson            | Anders Hansson             | Roger Turesson            |
| Öppen klass               | -                         | Robert Henriksson         | -                         | -                         | -                         | -                          | -                         |
| Sport action              | Jonas Lindkvist           | Daniel Svensson           | Daniel Nilsson            | Lasse Ottosson            | Johan Persson             | Joel Marklund              | Joel Marklund             |
| Sport feature             | Karl Melander             | Robban Andersson          | Sören Andersson           | Sara Strandlund           | Joel Marklund             | Jonas Lindkvist            | Maja Suslin               |
| Sportreportage            | Magnus Wennman            | Lars Dareberg             | Paul Hansen               | Magnus Wennman            | Roger Larsson             | Casper Hedberg             | -                         |
| Bildspel/multimedia       |                           |                           | Magnus Wennman            | Jan Johannessen           | Lars Dareberg             | Magnus Wennman             | Magnus Wennman            |
| Humorbild                 | Peter Claesson            | Anders Forngren           | Magnus Andersson          | Sonny Thoressen           | Lars Dareberg             | -                          | -                         |
| Hederspris                | -                         |                           | -                         | -                         | -                         | -                          | Niklas Larsson            |
| Juryns specialpris        |                           |                           | -                         | Hussein El-Alawi          | Emil Malmborg             | Pavel Koubek Linda Forsell | Martin Edström            |
| Naturbild                 | -                         | Ingemar D. Kristiansen    | Tord Olsson               | Axel Öberg                | Jack Mikrut               | Magnus Wennman             | -                         |
| Featurebild               | -                         | Urban Andersson           | Roger Larsson             | -                         | -                         | -                          | Anna Tärnhuvud            |
| Årets kultur/nöjesbild    |                           |                           | -                         | Henrik Montgomery         | Moa Karlberg              | Robin Aron Olsson          | Patrik C Österberg        |

### 2015–2020
| Prisutdelningar 2015–2020 | Prisutdelningar 2015–2020 | Prisutdelningar 2015–2020 | Prisutdelningar 2015–2020   | Prisutdelningar 2015–2020      | Prisutdelningar 2015–2020 | Prisutdelningar 2015–2020  |
| ------------------------- | ------------------------- | ------------------------- | --------------------------- | ------------------------------ | ------------------------- | -------------------------- |
| Pris                      | 2015                      | 2016                      | 2017                        | 2018                           | 2019                      | 2020                       |
| Årets bild                | Christoffer Hjalmarsson   | Magnus Wennman            | David Lagerlöf              | Anna Tärnhuvud                 | Niclas Hammarström        | Roger Turesson             |
| Årets fotograf            | Paul Hansen               | Anders Hansson            | Magnus Wennman              | Christoffer Hjalmarsson        |                           |                            |
| Årets pressfotograf       |                           |                           |                             |                                | Paul Hansen               | Roger Turesson             |
| Årets TV-fotograf         |                           |                           |                             |                                | Magnus Wennman            | Magnus Wennman             |
| Nyhetsbild Sverige        | Håkan Risberg             | Anders Hansson            | David Lagerlöf              | Anna Tärnhuvud                 | Jonathan Näckstrand       | Roger Turesson             |
| Nyhetsbild utland         | Christoffer Hjalmarsson   | Anders Hansson            | Magnus Wennman              | Christoffer Hjalmarsson        | Niclas Hammarström        | Niclas Hammarström         |
| Vardagsliv Sverige        | Moa Karlberg              | Frida Winder              | Meli Petersson Ellafi       | David Lundmark                 | Christian Andersson       | Svetlana Panourova Jansson |
| Vardagsliv utland         | Jacob Zocherman           | Paul Hansen               | Magnus Wennman              | Åsa Sjöström                   | Carla Lomakka             | Robin Aron                 |
| Bildreportage Sverige     | Fredrik Funck             | Erik Simander             | Linus Sundahl-Djerf         | Erik Nylander                  | Jörgen Johansson          | Paul Hansen                |
| Bildreportage utland      | Paul Hansen               | Magnus Wennman            | Magnus Wennman              | Christoffer Hjalmarsson        | Niclas Hammarström        | Niclas Hammarström         |
| Porträtt                  | Åsa Sjöström              | Magnus Wennman            | Magnus Wennman              | Åsa Sjöström                   | David Lundmark            | Max Modén                  |
| Porträttserie             | Johan Bävman              | Magnus Wennman            | Magnus Wennman              | Åsa Sjöström                   | Niclas Hammarström        | Niclas Hammarström         |
| Sportbild                 | Joel Marklund             | Ludvig Thunman            | Karl-Göran Zahedi Fougstedt | Malin Jochumsen                |                           |                            |
| Sportbild action          |                           |                           |                             |                                | Anders Wiklund            | Joel Marklund              |
| Sportbild feature         |                           |                           |                             |                                | Pontus Orre               | Petter Arvidson            |
| Sportreportage            |                           | Jack Mikrut               | Joel Marklund               | Jonas Lindkvist                | Jack Mikrut               | Daniel Nilsson             |
| Öppen klass               | Beatrice Lundborg         |                           |                             |                                |                           |                            |
| Multimedia                | Magnus Wennman            | Magnus Wennman            | Magnus Wennman              | Niclas Berglund, Stefan Åsberg |                           |                            |
| Kultur och nöje           |                           | Viktor Wallström          | Robert Henriksson           | Anette Nantell                 | Åsa Sjöström              | Jonas Lindkvist            |
| Årets rookie              | Olof Ohlsson              | Erik Simander             | Emil Wesolowski             | Erik Nylander                  | Carla Lomakka             | Vanni Jung Ståhle          |
| Årets humor               |                           | Christian Andersson       |                             |                                |                           |                            |
| Årets TV/webb, 10 minuter |                           |                           |                             |                                | Lars Dareberg             | Magnus Wennman             |
| Årets TV/webb, 30 minuter |                           |                           |                             |                                | Paul Hansen               | Anders Deros               |
| Juryns hederspris         | Joel Marklund             |                           |                             | Meli Petersson Ellafi          |                           |                            |
| Juryns specialpris        |                           |                           | Niclas Hammarström          |                                |                           |                            |

### 2021–
| Prisutdelningar 2021–        | Prisutdelningar 2021–                 | Prisutdelningar 2021–                          | Prisutdelningar 2021– | Prisutdelningar 2021– | Prisutdelningar 2021–  |
| ---------------------------- | ------------------------------------- | ---------------------------------------------- | --------------------- | --------------------- | ---------------------- |
| Pris                         | 2021                                  | 2022                                           | 2023                  | 2024                  | 2025                   |
| Årets bild                   | Staffan Löwstedt                      | Eva Tedesjö                                    | Eddy van Wessel       | Linus Sundahl-Djerf   | Lotta Härdelin         |
| Årets fotograf               | Lotta Härdelin                        | Lisa Mattison                                  | Eddy van Wessel       | Meli Petersson Ellafi | Linus Sundahl-Djerf    |
| Årets reportage              | Anders Hansson                        | Anette Nantell                                 |                       |                       |                        |
| Berättelse                   |                                       |                                                | Niclas Berglund       | Anders Hansson        | Daniel Nilsson         |
| Årets rookie                 | Josefine Stenersen                    | Paul Wennerholm                                | David Johansson       | Lisa Hallgren         | Sara Damne             |
| Nyhetsreportage inrikes      | Paul Hansen                           | Magnus Hjalmarson Neideman                     | Yvonne Åsell          | Paul Hansen           | Veronika Ljung-Nielsen |
| Nyhetsbild inrikes           | Niclas Hammarström                    | Janerik Henriksson                             | Kicki Nilsson         | Alex Ljungdahl        | Roger Turesson         |
| Vardagslivsreportage inrikes | Daniel Nilsson                        | Miranda Solvang                                | Pavel Koubek          | Tom Wall              | Robert Eriksson        |
| Vardagslivsbild inrikes      | Anette Nantell                        | Anna Nordström                                 | Maria Steén           | Meli Petersson Ellafi | Karl Melander          |
| Nyhetsreportage utrikes      | Anette Nantell                        | Anna Tärnhuvud                                 | Eddy van Wessel       | Paul Hansen           | Per Elinder Liljas     |
| Nyhetsbild utrikes           | Joel Marklund                         | Joel Marklund                                  | Erik Esbjörnsson      | Pontus Höök           | Henrik Jansson         |
| Vardagslivsreportage utrikes | Anders Hansson                        | Niclas Hammarström                             | Eva Tedesjö           | Magnus Wennman        | Per-Anders Pettersson  |
| Vardagslivsbild utrikes      | Lotta Härdelin                        | Eva Tedesjö                                    | Alexander Mahmoud     | Niklas Gustavsson     | Meli Petersson Ellafi  |
| Porträttreportage            | Andreas Bardell                       | Åsa Sjöström                                   | My Matson             | Meli Petersson Ellafi | Anna-Karin Nilsson     |
| Porträttbild                 | Niclas Hammarström                    | Magnus Wennman                                 | Tim Aro               | Linus Sundahl-Djerf   | Adam Wrafter           |
| Sportreportage               | Robert Eriksson                       | Jack Mikrut                                    | Magnus Wennman        | Maxim Thoré           | Jack Mikrut            |
| Sportbild                    | Pontus Orre                           | Joel Marklund                                  | Joel Marklund         | Andreas Bardell       | Jessica Gow            |
| Tv-reportage 15 minuter      | Niclas Hammarström, Cecilia Anderberg |                                                |                       |                       |                        |
| Tv-reportage 5 minuter       | Niclas Hammarström, Cecilia Anderberg |                                                |                       |                       |                        |
| TV nyheter                   |                                       | Lars Lindqvist, Daniel Costantini, Anita Szava | Emil Larsson          | Iman Tahbaz           |                        |
| TV reportage                 |                                       | Paul Hansen                                    | Erik Simander         | Paul Hansen           |                        |
| TV sport                     |                                       | Oscar Dahl, David Elfgren                      | Thomas Karlsson       | Maja Karlström        | Alexander Mahmoud      |
| TV inrikes                   |                                       |                                                |                       |                       | Per Leandersson        |
| TV utrikes                   |                                       |                                                |                       |                       | Daniel Gökinan         |
| Hederspris                   |                                       | Ragnhild Haarstad                              | Anna Clarén           | Heleen Rebel          | Rolf Adlercreutz       |